# Flantrowo
Flantrowo – wieś w Polsce położona w województwie kujawsko-pomorskim, w powiecie żnińskim, w gminie Janowiec Wielkopolski.
W latach 1975–1998 miejscowość administracyjnie należała do województwa bydgoskiego. Według Narodowego Spisu Powszechnego (III 2011 r.) liczyła 211 mieszkańców. Jest jedenastą co do wielkości miejscowością gminy Janowiec Wielkopolski.